# Stoner rock
Stoner rock er en genre af rockmusikken, som blandt andet karakteriseres ved tunge og seje guitar riffs, nedstemt bas, og med mange elementer af blues rock. Stilen opstod i USA i begyndelsen af 1990'erne. Berømte og indflydelsesrige stoner rock bands inkluderer blandt andet Sleep, Fu Manchu, The Melvins, Earth, Kyuss, Monster Magnet, Clutch, Orange Goblin, Acid King, Sixty Watt Shaman, Nebula, Brant Bjork, Mastodon, Earthless og Wolfmother. Noget af bandet Queens of the Stone Age's musik kan også kategoriseres som Stoner Rock, især bandets tidligste udgivelser.
Stoner rock kan betegnes som en undergenre af den hårde rock. Den er på mange måder en videreførelse af den tunge og psykedeliske 70'er-rock som den kendes fra f.eks. Black Sabbath og Hawkwind. Ordet "stoner" stammer fra at mange af musikerne indenfor genren, og deres fans, er "stonere", dvs. marihuanarygere. Flere bands afviser betegnelsen Stoner Rock, men termen har alligevel hængt ved og er udbredt.
En lignende genre af den hårde rock, Desert Rock (ørken rock), prægede i starten Stoner Rock betydeligt, og de to termer bruges ofte synonymt den dag i dag.

## Desert rock
Desert rock er opkaldt efter den Californiske ørken (herunder Colorado ørkenen og Mojave ørkenen), hvor musikken blev til og florerede i 1980'erne og 90'erne, med ikoniske bands som Masters of Reality, Fu Manchu, Yawning Man og Kyuss, blandt flere andre. I den forstand er Desert Rock mere sted-specifik og associeres især med området Coachella Valley. Desert Rock har sit udgangspunkt i punk rock, men tilføjede blandt andet melodiøse aspekter og lange jams, og lod sig af den vej inspirere af den psykedeliske rock fra 70'erne. Guitaristen Mario Lalli har været afgørende for den tidlige udvikling af genren. I årene omkring 2010, vandt betegnelsen Desert Rock indpas igen, især i Europa, og inspirerede til en række Desert Rock-festivaler som præsenterer både gamle kendinge og nye bands indenfor genren.

## Stoner metal
Stoner metal, også kaldet Stoner Doom, kendetegnes af de samme musikalske elementer som stoner rock og genrebetegnelserne stoner metal og stoner rock bruges indimellem i flæng. Begrebet stoner metal er dog bredt accepteret som sin egen heavy metal-stil, selv om det egentlig er en slags "krydsning" mellem stoner rock og heavy metal. Stoner metal er ofte tilført elementer af Doom metal, herunder apokalyptisk pessimisme og religiøse temaer.
Blandt genrens bedst kendte og mest indflydelsesrige bands er nok The Obsessed, Saint Vitus, Corrossion of Conformity, Soundgarden, Electric Wizard, Bongzilla, Church of Misery, Stonegard, Om og The Sword, men et væld af bands er blevet tilknyttet Stoner-genren i forskellige musik-fora.

## Film og radio
Der er udkommet flere dokumentarer om Desert Rock, Stoner Rock og Stoner Metal:
Film
- John Srebalus og Jessica Hundley (2008): "Such Hawks, Such Hounds".
Dokumentarfilm om Stoner Rock i bredeste forstand.
- Joerg Steineck (2015): "Lo Sound Desert".
Dokumentarfilm om Desert Rock scenen i Coachella Valley og Europa.
- Jason Pine (2016): "Desert Age: A Rock and Roll Scene History"

Radio
- Phil Alexander (2000): "Live at the Sands" episode fra serien Evolution of Sound fra BBC Radio 1.
Om Desert Rock scenen omkring Palm Springs i 90'erne.